# Bataille de Noreia
Guerre des Cimbres
Batailles
- Noreia
- Agen
- Arausio
- Aquae Sextiae
- Vercellae

La bataille de Noreia, qui se déroula en -113, fut la première livrée entre la République romaine et les tribus germaniques migrantes des Cimbres et des Teutons dans le cadre de la Guerre des Cimbres. Elle se termina par une défaite, presque un désastre, des Romains.

## Histoire
Les Cimbres et les Teutons ont quitté leurs terres natales autour de la mer Baltique pour se diriger vers le sud et se sont heurtés aux Scordiques, qu'ils ont vaincus. À la suite de cette victoire, ils sont arrivés en Norique où vivent les Taurisques, alliés de Rome. Incapables de faire face à cette menace, les Taurisques demandent l'aide de Rome, et le consul Gnaeus Papirius Carbo conduit ses légions en Norique, prenant position sur des hauteurs près d'Aquilée.
Carbo exige que les tribus germaniques se retirent du territoire des Taurisques, et les Cimbres, qui ont entendu des histoires d'autres tribus à propos de la puissance de Rome, accèdent à cette exigence. Néanmoins, Carbo n'est pas prêt à laisser les Cimbres et les Teutons se retirer en paix et leur envoie des guides, chargés officiellement de les reconduire aux frontières, pour les mener dans une embuscade qu'il a préparée. Mais, qu'ils aient été prévenus par leurs propres éclaireurs ou par l'un des guides, les tribus germaniques éventent le plan romain et une bataille s'ensuit près de Noreia (Neumarkt in Steiermark dans la moderne Styrie). Les légions romaines, surprises, n'ont pas le temps de prendre leur ordre de bataille classique et sont taillées en pièces par leurs adversaires. Ayant subi de lourdes pertes, les Romains se retirent en désordre et seule une violente tempête les sauve de l'annihilation en empêchant les Cimbres et les Teutons de les poursuivre.
Carbo réussit à s'échapper avec ce qui reste de ses légions et retourne à Rome, où il est démis de son poste de consul. Rome se prépare alors à une invasion de l'Italie par les Cimbres et les Teutons mais, au lieu de cela, les tribus germaniques se dirigent vers la Gaule. Quelques années plus tard, en -105, elles y infligent aux Romains une défaite encore plus lourde lors de la bataille d'Arausio.

## Sources
- Theodor Mommsen, Histoire romaine, T. IV